# Вачков, Игорь Викторович
Игорь Викторович Вачков (род. 1964, Орск, СССР) — российский психолог, автор популярных изданий, один из наиболее известных российских писателей в сфере практической и научно-популярной психологии. Доктор психологических наук (2002), профессор кафедры общей психологии факультета общей и клинической психологии НОЧУ ВО «Московский институт психоанализа». Признанный авторитет в области психологии образования. Один из пионеров сказкотерапевтического направления в российской психологии. Президент Сообщества сказкотерапевтов (с 2005 года по настоящее время). Специалист в области психологических тренингов различной тренингов различной направленности, имаготерапии. Главный редактор международного электронного журнала «Клиническая и специальная психология». Член Московской городской писательской организации Союза писателей России, член Союза журналистов Москвы, член Коллегии Союза профессиональных психологов, член Ассоциации профессоров славянских стран, член Восточно-европейской Ассоциации Арт-терапии, почетный член Международной ассоциации профессиональных психологов. Лауреат Премии Мэра Москвы (2002) в области образования. Лауреат ряда литературных премий. Лауреат литературной премии Вторая Артиада. Лауреат конкурса Московской городской организации Союза писателей России «Лучшая книга 2008-2010 гг.». Награждён тринадцатью медалями, орденом Аристотеля.

## Биография
Родился 5 декабря 1964 года в Орске.
В 1987 году окончил с отличием Орский государственный педагогический институт им. Т. Г. Шевченко по специальности «Математика и физика». С 1987 по 1992 г. преподавал на кафедре психологии Орского госпединститута. Одновременно в 1990-1994 гг. обучался в Институте групповой и семейной психотерапии (Москва) у ведущих зарубежных специалистов (США, Германия, Швеция, Великобритания) на специальных семинарах и тренингах по бизнес-психологии и менеджменту, психотерапии (имеет сертификаты по гештальттерапии, НЛП, групп-анализу). В 1992 году поступил в очную аспирантуру Психологического института Российской академии образования, где под руководством доктора психологических наук Л.М. Митиной выполнил и успешно защитил в 1995 году кандидатскую диссертацию по теме, связанной с организацией и проведением психологических тренингов, в 2002 году там же – докторскую диссертацию по теме «Развитие самосознания учителей и учащихся в полисубъектном взаимодействии» по специальности 19.00.13 – психология развития, акмеология. В 2006 г. получил ученое звание профессора.
С 1996 по 1999 г. работал старшим научным сотрудником лаборатории психологии профессионального развития личности Психологического института Российской академии образования, а с 1999 по 2016 г. – доцентом, а затем профессором на кафедре дифференциальной психологии Московского городского психолого-педагогического института. С 2016 по 2018 г. – профессор кафедры общей психологии факультета психологии Института общественных наук Российской академии народного хозяйства и государственной службы при Президенте РФ. С 2018 г. преподавал также на факультете педагогики и психологии МПГУ. В настоящее время профессор-исследователь кафедры общей психологии факультета общей и клинической психологии Московского института психоанализа.
Параллельно с преподавательской деятельностью в московских вузах занимался практической психологией: с 1999 г. по 2010 г. работал в качестве руководителя психологической службы школы № 367 для больных детей и детей-инвалидов г. Зеленограда, проводил многочисленные обучающие семинары и психологические тренинги различной тематики для педагогов и психологов в различных регионах России, в Беларуси, Болгарии, Донецкой республике, Казахстане, Латвии, Чехии.
В течение восьми лет (с 2005 по 2013 гг.) был главным редактором российского журнала «Школьный психолог».
С 2012 г по настоящее время И.В. Вачков является главным редактором международного электронного журнала «Клиническая и специальная психология», входящего в перечень журналов, рекомендованных ВАК, и включенного в ряд международных баз цитирования, в том числе в WoS и Scopus, член редколлегий следующих журналов: «Journal of Exceptional People» (Оломоуц, Чехия), «Вестник Балтийского федерального университета им. И.Канта» (Калининград), «Вестник Свято-Тихоновского православного гуманитарного университета. Педагогика. Психология» (Москва), «Педагогика и психология: академический журнал» (Москва), «Проблемы современного образования» (Москва), «Инклюзия в образовании» (Казань), «Психопедагогика в правоохранительных органах» (Омск).
С 2005 года по настоящее время – Президент международного Сообщества сказкотерапевтов, член Московской городской писательской организации Союза писателей России, член Союза журналистов Москвы, член Коллегии Союза профессиональных психологов, член Ассоциации профессоров славянских стран, член Восточно-европейской Ассоциации Арт-терапии, почетный член Международной ассоциации профессиональных психологов.
Будучи президентом  Сообщества сказкотерапевтов с 2005 года по 2024 год выступил организатором трех конференций по сказкотерапии и четырнадцати международных сказкотерапевтических фестивалей «Психология сказки и сказка психологии» (проводятся ежегодно, по итогам одного из послед-них проект был отмечен профессиональной премией «Золотая Психея»), в 2023-2024 гг. – трех фестивалей нового международного научно-практического проекта «Сказка на перекрестке научных областей».

## Научная, педагогическая и общественная деятельность
Сфера научных интересов:
- методология психологии
- психология метафоры и сказки
- психология образования
- психология субъектности
- развитие самосознания
- психологический тренинг
- имаготерапия
- сказкотерапия
- арт-терапия.

Ведет активную научную работу. Постоянно участвует в научно-практических конференциях всероссийского и международного уровней, выступает с пленарными и секционными докладами. Всего за годы научной и преподавательской деятельности И. В. Вачковым опубликовано более 670 работ, более 35 научных, методических и научно-популярных книг (не считая переизданий). Неоднократно выступал рецензентом учебных и учебно-методических пособий; диссертационных исследований; рабочих программ учебных дисциплин вузов и колледжей; статей, публикуемых в рецензируемых журналах, автором предисловий к книгам и др.
8 его аспирантов стали кандидатами психологических наук.
Индекс Хирша по РИНЦ – 30.

## Семья
Жена – Вачкова Светлана Николаевна, доктор педагогических наук, специалист в области образовательных сред, директор московского научно-исследовательского института.
Дочь – Юлия (род.1987), работает в аналитическом отделе одного из московских вузов.

## Выступления в СМИ
- Игорь Вачков: сказкотерапия поможет справиться с детскими проблемами (РИА Новости)
- Игорь Вачков: психолог в школе нужен не только детям, но и педагогам (РИА Новости)

## Интервью
- Телепередача «Очевидное-невероятное»
- Интервью о настольных психологических играх
- Журнал "Школьный психолог" (студия ИД "Первое сентября")
- Игорь Вачков и Иван Котва: интервью о практической психологии
- Игорь Вачков о практической психологии

## Основные публикации
Художественные произведения:
1. Фантазируем с Фантузей (развитие воображения) (в соавт. с И.А.Лыковой). - М.: Ансел-М, 1995. - 1,68 усл. п. л.[5]
2. Фантузя-сыщик (в соавт.  с И.А.Лыковой).  - М.: Ансел-М, 1995. - 1,74 усл. п. л.[6]
3. Приключения во Внутреннем Мире (психология для старшеклассников). - М.: Академия, 1996. - 87 с. - 5 п.л.[7]
4. Психология для малышей,  или Сказка о самой "душевной" науке. - М.: Педагогика-пресс, 1996. - 213 с.[8]
5. Дело о похищенной клубнике (серия "Пси-Маг представляет: психология развития"). - М.: Педагогика-пресс, 1996. - 1,5 п.л.[9]
6. Королевство Разорванных Связей, или Психология общения для девчонок и мальчишек. - М.: Ось-89, 2001. - 176 с.[10]
7. Психологические сказки о лидерстве для младших школьников. – М.: Чистые пруды, 2009. – 32 с.[11]
8. Я и мой внутренний мир. Психология для старшеклассников. СПб.: Питер, 2009. – 192 с. (в соавт. с М.Р.Битяновой)[12]
9. Сказки о самой душевной науке: Королевство Внутреннего Мира. Королевство Разорванных Связей. – М.: Генезис, 2012. – 416 с.[13]
10. Алтарь: Стихотворения. – М.: Изд-во «Экон-Информ», 2018. – 191 с.: ил.[14]
11. Игреки. Сборник стихотворений / Предисл. А. Асмолов. Москва: «Экон-Информ», 2021 г. – 192 с. с илл.
12. Зеркало Психеи. Психология в притчах и не только… – Самара: Издательский Дом «Бахрах-М», 2024. – 224 с.[15]

Учебные и методические пособия:
1. Основы технологии группового тренинга. Психотехники: Учебное пособие. – М: Ось-89, 1999. – 176 с.
2. Сказкотерапия. Развитие самосознания через психологическую сказку: Учебное пособие. – М.: Ось-89, 2001. – 144 с.[16]
3. Групповые методы в работе школьного психолога. – М.: "Ось-89", 2002. – 224 с.[17]
4. Введение в профессию "психолог": Учебное пособие / Под ред. И.Б.Гриншпуна. – М.: Изд-во МПСИ; Воронеж: Изд-во НПО "МОДЭК", 2002. - 464 с. (в соавт. с И.Б.Гриншпуном и Н.С.Пряжниковым).[18]
5. Психологическая азбука. Начальная школа (Первый год обучения) / Под ред. И.В.Вачкова. – М.: Издательство «Ось-89», 2003. – 168 с. (в соавт. с Т.А.Аржакаевой, А.Х.Поповой).[19]
6. Психологическая азбука. Начальная школа (Второй год обучения) / Под ред. И.В.Вачкова. – М.: Издательство «Ось-89», 2004. – 168 с. (в соавт. с Т.А.Аржакаевой, А.Х.Поповой).[20]
7. Окна в мир тренинга. Методологические основы субъектного подхода к групповой работе. СПб.: Речь, 2004. – 272 с. (в соавт. с С.Д.Дерябо).[21]
8. Метафорический тренинг. – М.: Издательство «Ось-89», 2005. – 144 с.[22]
9. Психологическая азбука. Начальная школа (Третий год обучения) / Под ред. И.В.Вачкова. – М.: Издательство «Ось-89», 2005. – 168 с. (в соавт. с Т.А.Аржакаевой, А.Х.Поповой).[23]
10. Психология тренинговой работы: Содержательные, организационные и методические аспекты ведения тренинговой группы. – М.: Эксмо, 2007. – 416 с.[24]
11. Методика преподавания психологии: Учебное пособие. – М.: Ось-89, 2008. – 208 с.[25]
12. Психологический тренинг: методология и методика проведения : учебное пособие для студентов высших учебных заведений, обучающихся по направлению и специальностям психологии : М.: Эксмо, 2010. – 555 с.[26]
13. Сказкотерапевтические технологии в работе школьного психолога: лекции 1-4. – М.: Педагогический университет «Первое сентября», 2010. – 60 с.[27]
14. Сказкотерапевтические технологии в работе школьного психолога: лекции 5-8. – М.: Педагогический университет «Первое сентября», 2010. – 72 с.[27]
15. Введение в сказкотерапию, или Избушка, избушка, повернись ко мне передом… - М.: Генезис, 2011. – 288 с.[28]
16. Терапия искусством. Учебное пособие по арт-терапии / Под научной редакцией В.Н.Никитина, Н.Бояджиевой, Л.Д.Лебедевой, И.В.Вачкова. – София: Университетское издательство «Св. Климент Охридски», 2012. – 568 с. – С.490-529.
17. Психологическая азбука. Программа развивающих занятий в 4-м классе. – М.: Генезис, 2013. – 128 с. (в соавт. с Т.А.Аржакаевой и А.Х.Поповой).[29]
18. Эмоциональная устойчивость психологов системы образования. – М.: Эконинформ, 2013. – 186 с. (в соавт. с О.А.Ашихминой).[30]
19. Волшебство происходит вовремя, или Как использовать сказку в детском саду и в семье. – Казань: РОКС, 2015. – 256 с. (в соавторстве с Н.С.Соловьевой).[31]
20. Жила-была Баба Яга… Психологические и культурологические аспекты образа. – М.: Академический проект, 2022. – 375 с. – (Психологические технологии: Сказкотерапия). (в соавт. с А.Е.Наговицыным, В.И.Пономаревой).[32]

Учебники:
1. Психолого-педагогическое взаимодействие участников образовательного процесса. Учебник и практикум. - Сер. 58 Бакалавр. Академический курс  / Отв. редактор Обухов А.С. М.: Юрайт, 2017. 422 с. (в соавт. с А.С.Обуховым, Н.М.Мякишевой, Н.В.Ткаченко, А.М.Федосеевой, М.Н.Швецовой).[33]
2. Психология детей младшего школьного возраста. Учебник и практикум. - Сер. 58 Бакалавр. Академический курс / Отв. ред. Обухов А.С. М.: Юрайт, 2017. 424 с. (в соавт. с З.И.Айгумовой, Н.Н.Васильевой, К.Б.Зуевым, В.Г.Казанская и др.).[34]
3. Сказкотерапевтические технологии в психологическом тренинге : учебник и практикум для вузов. — Москва: Издательство Юрайт, 2022. — 309 с. — (Высшее образование). (в соавт. с М.А.Одинцовой).[35]

Монографии:
1. Экспрессивная терапия в специальной педагогике. Монография. – СПб.: Образовательные проекты, 2016. – 232 с. (в соавт. с М.Валента, Я.Доседлова, М.Д.Полинек и др.).[36]
2. Сказкотерапия: грани и технологии. Коллективная монография / Под ред. М.Р. Арпентьевой, И.В. Вачкова, А.В. Головашкиной. – Канада, Торонто: Издательско-литературное агентство Альтасфера, 2019. – 684 с. (Сер. Актуальные проблемы практической психологии. Выпуск 14).[37]
3. Теория и практика сопровождения профессионально-личностного развития молодого педагога в условиях университетского комплекса [Текст]: монография / под ред. С.В. Данилова, Л.П. Шустовой, З.В. Глебовой. – Чебоксары: ИД «Среда», 2019. – 220 с. (в соавт. с Е.А.Александровой, С.Н.Вачковой и др.).[38]
4. Социокультурные и психолого-педагогические проблемы социализации молодежи. Монография / Под ред. Левановой Е.А., Мудрика А.В. М.: Московский педагогический государственный университет, 2019. 298 с. (в соавт. с К.А.Абульхановой, А.Ф.Ануфриевым, Я.А.Баскаковой, Н.П.Болотовой).[39]
5. Метафора и образ в социально-психологической практике : монография. Самара: Издательский Дом «Бахрах-М», 2022. – 160 с.
6. Метафоризация в развивающих психолого-педагогических технологиях: Монография. – М.: Академический проект, 2024. – 281 с.[40]

Статьи:
1. Полисубъектный подход к педагогическому взаимодействию // Вопросы психологии. № 3. – 2007. – С. 16-29.
2. Интегративная сказкотерапия как метод реализации субъектного подхода в работе школьного психолога // Вестник Московского городского педагогического университета. - № 2(12) / 2010. – С.34-45.[41]
3. Сказочная метафора как средство взаимопонимания // Социальная психология и общество. - № 1. – 2011. – С.111-117.[42]
4. Методы имаготерапии при оказании помощи в экстремальных ситуациях // Психологическая наука и образование. - № 3. – 2012. – С.59-65.[43]
5. Полисубъектное взаимодействие в образовательной среде // Психология. Журнал Высшей школы экономики. – Том 11. № 2. – 2014. – С.36-50.[44]
6. Возможности метафоры в сказкотерапевтической работе со взрослыми [Электронный ресурс] // Клиническая и специальная психология. 2015. Т.4. № 1. C.75-88.[45]
7. Воспроизводимость психологических экспериментов как проблема постнеклассической науки // Культурно-историческая психология.[46]
8. Fairytale Therapy Today: Determining its Boundaries and Content // Procedia - Social and Behavioral Sciences 233 (Publisher: Elsevier). 17 October 2016. Pages 382–386. http://dx.doi.org/10.1016/j.sbspro.2016.10.163[47]
9. Представления родителей о качестве образования детей в мегаполисе и их установки в отношении родительского контроля // Психологическая наука и образование. 2019. Т. 24. № 3. C. 19—31. doi: 10.17759/pse.2019240302 (в соавт. с С.Н.Вачковой С.Н., М.В.Воропаевым)[48]
10. Vachkova S.N., Klimov I.A., Yu. Petryaeva E., Salakhova V.B., Vachkov I.V. Lessons of the pandemic for family and school - the challenges and prospects of network education. Sustainability. 2022. Т. 14. № 4. С. 2087. doi.org/10.3390/su14042087[49]
11. Целевые ориентиры педагогических коллективов как отражение видения ими будущего обучающихся // Мир психологии. 2024. № 1 (116). С.73-80. DOI: 10.51944/20738528_2024_1_73 EDN: HZYKUI
12. Вачков И.В., Психологическая помощь лицам в стадии острой травмы (на материале работы с жертвами террористического акта в «Крокус Сити Холле») [Электронный ресурс] // Клиническая и специальная психология. 2024. Том 13. № 1. С. 155–175. DOI: 10.17759/cpse.2024130110 (в соавт. с Е.И.Вирясовой, О.С.Мелентьевой, М.А.Панфиловой).[50]

## Награды
- Лауреат литературной премии Вторая Артиада
- Лауреат конкурса Московской городской организации Союза писателей России «Лучшая книга 2008—2010 гг.» в номинации «Литературный Олимп» за книгу «Приключения во Внутреннем Мире».
- Лауреат Премии Мэра Москвы (2002) в области образования
- И.В. Вачков. Награждение Орденом Аристотеля (2024)Медаль имени Я.А. Каменского от Международной педагогической академии (2012)
- Почетный знак «Психологический институт 100 лет» (2012 г.)
- Медаль им. Г.И. Челпанова (II степени) «За вклад в развитие психологической науки» (2014)
- Наградной знак «Союз писателей России» в честь 60-летия Московской городской организации Союза писателей России (2015)
- Медаль имени А.С. Грибоедова от Союза писателей России (2019)
- Медаль имени Анны Ахматовой от Союза писателей России (2020) как лауреату конкурса Союза писателей России «Поэт года 2019»
- Медаль имени Александра Блока от Союза писателей-переводчиков как лауреату литературно-общественной премии «Покой нам только снится» (2020)
- Медаль имени А.И. Куприна как лауреату премии «Преодоление» от Союза писателей России (2020)
- Золотая медаль Московской городской организации Союза писателей России и Союза писателей-переводчиков «За мастерство и подвижничество во благо русской литературы» (2021)
- Медаль «Михаил Лермонтов. 210 лет» как номинанту национальной литературной премии «Поэт года» на основании постановления Президиума Российского Союза писателей от 01.02.2024 (Свидетельство о праве ношения медали серия 1123 №1968).
- Орден Аристотеля от Международной Профессиональной Ассоциации Психологов (№ 002, март 2024).
- Медаль «Александр Пушкин.225 лет». Присуждена Постановлением Президиума Российского союза писателей № 20240415-1 от 15 апреля 2024 г.